# Neeressa palawanensis
Neeressa palawanensis är en fjärilsart som beskrevs av Alfred Ernest Wileman och Reginald James West 1928.
Neeressa palawanensis ingår i släktet Neeressa och familjen björnspinnare. Inga underarter finns listade i Catalogue of Life.